# Вояцька повість
Вояцька повість — жанр середньовічної літератури, де мовиться про героїчні подвиги, батальні сцени, епізоди військового побуту, в основі яких реальні та легендарні історичні події.
Поетичний стиль вояцької повісті пов'язаний із фольклорною епічною традицією, з історичною, переважно агіографічною (книжною) прозою, тяжів до фактографічного опису, стереотипних стилістичних фігур, поширював патріотичні ідеї та вояцькі чесноти, втілені в центральному образі — історичній особистості, змальованій у вигляді зразкового вояка.
Широкою популярністю користувалися такі твори, як «Олександрія», «Юдейська війна» Йосифа Флавія (у києворуському варіанті — «Повість про зруйнування Єрусалима»), «Девгенієве діяння», «Троянські діяння» та ін.
Вояцькі повісті збереглися як фрагменти києворуських літописів («Велесова книга», «Повість минулих літ», Київський літопис, Галицько-Волинський літопис та ін.), козацьких літописів (Самовидця, Самійла Велична, Григорія Граб'янки, «Історія русів»), а також як оригінальні твори («Слово про Ігорів похід»).